# Khu đô thị Kraków
Khu vực đô thị Kraków (pl. Krakowski Obszar Metropolitalny) là một khu vực chức năng đặc biệt bao gồm một thành phố lớn - Kraków và khu phức hợp định cư lân cận, kết nối với các đô thị bằng các mối quan hệ tương tác khác nhau. Khu vực bao gồm thành phố Kraków và vùng lân cận.
Kế hoạch phát triển không gian tỉnh Małopolskie được công nhận theo nghị quyết số XV / 174/03 của Hội đồng khu vực tỉnh Małopolskie, ngày 22 tháng 12 năm 2003, đã xác định phạm vi của khu vực đô thị, bao gồm:
- Kraków - thành phố lớn nhất
- Vùng bocheński - Khu đô thị- nông thôn: 
  - thành thị - Bochnia,
  - thành thị-nông thôn - Nowy Wiśnicz,
  - nông thôn - Bochnia, Drwinia, Łapanów, Rzezawa, Trzciana, Zegocina,
- Vùng krakowski - Khu đô thị- nông thôn: 
  - thành thị-nông thôn - Krzeszowice, Skała, Skawina, Słomniki, wiątniki Górne,
  - nông thôn - Czernichów, Igołomia-Wawrzeńczyce, Iwanowice, Jerzmanowice-Przeginia, Kocmyrzów-Luborzyca, Liszki, Michałowice, Mogilany, Sułoszowa, Wielka Wies, Zabierzów, Zielonki,
- Vùng miechowski - Khu đô thị- nông thôn: 
  - nông thôn - Gołcza,
- Vùng myślenicki - Khu đô thị- nông thôn: 
  - thành thị-nông thôn - Dobczyce, Myślenice, Sułkowice,
  - nông thôn - Lubień, Pcim, Raciechowice, Siepraw, Tokarnia, Wiśniowa,
- Vùng olkuski - Khu đô thị- nông thôn: 
  - nông thôn - Trzyciąż,
- Vùng proszowicki - Khu đô thị- nông thôn: 
  - thành thị-nông thôn - Proszowice,
  - nông thôn - Koniusza, Koszyce, Nowe Brzesko,
- Vùng wadowicki - Khu đô thị- nông thôn: 
  - thành thị-nông thôn - Kalwaria Zebrzydowska, Wadowice,
  - nông thôn - Brzeźnica, Lanckorona, Stryszów,
- Vùng wielicki - Khu đô thị- nông thôn: 
  - thành thị-nông thôn - Niepołomice, Wieliczka,
  - nông thôn - Biskupice, Gdów, Kłaj.